# برتری کوانتومی
در محاسبات کوانتومی، برتری کوانتومی (به انگلیسی: Quantum Supremacy) توانایی بالقوه دستگاه‌ها برای حل مشکلاتی است که کامپیوترهای کلاسیک عملاً از انجام آن ناتوان هستند.
زمانی که در کامپیوترهای کلاسیک ۳ بیت داشته باشیم، ۲ به توان ۳ یعنی ۸ ترکیب مختلف از این سه بیت خواهیم داشت. دو حالت برای بیت اول، دو حالت برای بیت دوم و دو حالت برای بیت سوم. این ۸ ترکیب عبارتند از:
| 000 | 001 | 010 | 011 |
| 100 | 101 | 110 | 111 |

اگر به جای این کار با کیوبیت ها کار کنیم، هر کدام از این رشته های ۸ بیتی  با یک بردار پایه متناظر خواهد بود. بنابراین فضای برداری ۸ بعدی خواهد بود. همین تحلیل نشان می دهد که اگر n  کیوبیت داشته باشیم، ۲ به توان n‌ بردار پایه خواهیم داشت و فضای ۲ به توان n بعدی ایجاد می شود. هر چه تعداد کیوبیت ها بیشتر می شود، تعداد بردارهای پایه به صورت نمایی افزایش می یابد. اگر ۷۲ کیوبیت داشته باشیم، تعداد عناصر پایه ۲  به توان ۷۲ یعنی ۴٬۷۲۲٬۳۶۶٬۴۸۲٬۸۶۹٬۶۴۵٬۲۱۳٬۶۹۶  خواهد بود. این عدد بزرگ نقطه ای است که در آن کامپیوترهای کلاسیک نمی توانند کامپیوترهای کوانتومی را شبیه سازی کنند. زمانی  که کامپیوترهای کوانتومی حدود ۷۲ کیوبیت داشته باشند وارد عصر برتری کوانتومی می شویم که در آن کامپیوترهای کوانتومی محاسباتی فراتر ازتوان کامپیوترهای کلاسیک انجام می دهند. سوالی که در اینجا مطرح می شود این است که آیا کامپیوترهای کوانتومی می توانند کامپیوترهای کلاسیک را شبیه سازی کنند؟ پاسخ مثبت است. محاسبات کلاسیک می توانند روی یک کامپیوتر کوانتومی انجام شوند. زیرا محاسبات کوانتومی عمومی تر از محاسبات کلاسیک هستند و محاسبات کلاسیک در واقع حالت های خاصی از محاسبات کوانتومی هستند. 
الگوریتم شور برای فاکتور سازی عدد صحیح، که در زمان چند جمله ای بر روی یک کامپیوتر کوانتومی اجرا می‌شود، چنین سرعت فوق‌العاده چند جمله ای را نسبت به بهترین الگوریتم کلاسیک شناخته شده فراهم می‌کند.
مانند فاکتورسازی عدد صحیح، اعتقاد بر این است که برای رایانه‌های کلاسیک بر اساس فرضیات پیچیدگی معقول، نمونه برداری از توزیع‌های خروجی مدارهای کوانتومی تصادفی سخت است. گوگل پیش از این اعلام کرده بود با برطرف کردن این مشکل با مجموعه ای از ۴۹ کوبیت ابررسانا، قبل از پایان سال ۲۰۱۷ برتری کوانتومی را نشان خواهد داد. با این حال، از اوایل ژانویه سال ۲۰۱۸، تنها اینتل چنین سخت‌افزاری را اعلام کرده‌است. در اکتبر سال ۲۰۱۷، IBM شبیه‌سازی ۵۶ کوبیت را روی یک ابر رایانه معمولی نشان داد و تعداد کیوبیت‌های مورد نیاز برای برتری کوانتومی را افزایش داد. در نوامبر سال ۲۰۱۸، گوگل با همکاری ناسا را اعلام کرد که "نتایج حاصل از مدارهای کوانتومی موجود در پردازنده‌های کوانتومی گوگل را تجزیه و تحلیل می‌کند. در ۲۱ ژوئن ۲۰۱۹ دانشمند آمریکایی بیان کرد که بر طبق قانون Dowling-Neven، برتری کوانتومی ممکن است در سال ۲۰۱۹ اتفاق بیفتد. در تاریخ ۲۰ سپتامبر، روزنامه فایننشال تایمز گزارش داد که "گوگل ادعا می‌کند با یک آرایه ۵۴ کیوبیت به برتری کوانتومی رسیده‌است، از این تعداد ۵۳ عملکردی است که برای انجام یک سری عملیات در ۲۰۰ ثانیه استفاده می‌شود که برای یک ابررایانه حدود ۱۰٬۰۰۰ سال به طول خواهد انجامید. در ۲۳ اکتبر ۲۰۱۹، گوگل رسماً ادعاهای پیشین را تأیید کرد.
البته انتقاداتی هم نسبت به پژوهش های مرتبط با مزیت کوانتومی و برتری کوانتومی وارد شده است. نکته اصلی این است که بهبود سرعت در الگوریتم هایی مانند الگوریتم گرور برای رسیدن به مزیت کوانتومی کافی نیست مگر این که بهبودهای قابل توجهی در نرم افزار و سخت افزارهای کوانتومی اتفاق بیفتد.  در گذشته مقایسه های نادرستی بین کامپیوترهای کلاسیک و کوانتومی انجام شده است. تحلیل ها برای کامپیوترهای کلاسیک بسیار بدبینانه و برای کامپیوترهای کوانتومی بسیار خوش بینانه بوده اند. برای مثال پهنای باند ورودی/ خروجی از گلوگاه های اساسی در تعامل کامپیوترهای کوانتومی با دنیای کلاسیک است. بنابراین هر مساله ای که روی دیتای کلاسیک کار می کند مثل مسائل جستجو در پایگاه های داده روی کامپیوترهای کلاسیک سریعتر حل می شوند. به شکل مشابهی بهبود سرعت بالقوه در حل مسائل جبرخطی با خواندن ماتریس مساله از دیتای کلاسیک از بین می رود. پیش بینی می شود مسائلی که از مزیت کوانتومی واقعی بهره می برند مسائلی باشند که در آنها افزایش سرعت نمایی با کامپیوترهای کوانتومی اتفاق می افتد مثل شبیه سازی سیستمهای کوانتومی  برای مسائل شیمی ، علم مواد و فیزیک کوانتومی. تحلیل رمز با استفاده از الگوریتم شور هم در این دسته قرار می گیرد.
خود عنوان برتری کوانتومی هم از زمان پیشنهاد شدن آن مورد مناقشه بوده است. انتقاد اول این نکته است که این عنوان بار نژادپرستانه دارد و به برترپنداری نژاد سفید پهلو می زند. این مشکل تنها مختص زبان انگلیسی نیست و در زبان چینی هم بار معنایی منفی دارد. انتقاد دوم این نکته است که ادعای تسلط کامپیوترهای کوانتومی بر کامپیوترهای کلاسیک این تصور اشتباه را به وجود آورده است که کامپیوترهای کلاسیک در آینده بدون استفاده خواهند شد. 
انتقاد سوم این است که حتی اگر به جای عبارت برتری کوانتومی از مزیت کوانتومی یا تقدم کوانتومی استفاده کنیم، هم چنان الگوهای مسموم تاریخی تکرار می شود. حس رقابت و نزاع بین کامپیوترهای کلاسیک و کامپیوترهای کوانتومی و هم چنین بین موسسات، سازمانها و دولتها القا می شود. این امر راه را برای یک مسابقه ژئوپلیتیک برای دستیابی هر چه سریعتر به تکنولوژی کوانتومی و تسلط بر کشورهای دیگر هموار می کند و راه همکاری بین نهادهای یادشده را می بندد. 